# Historischer Stadtkern

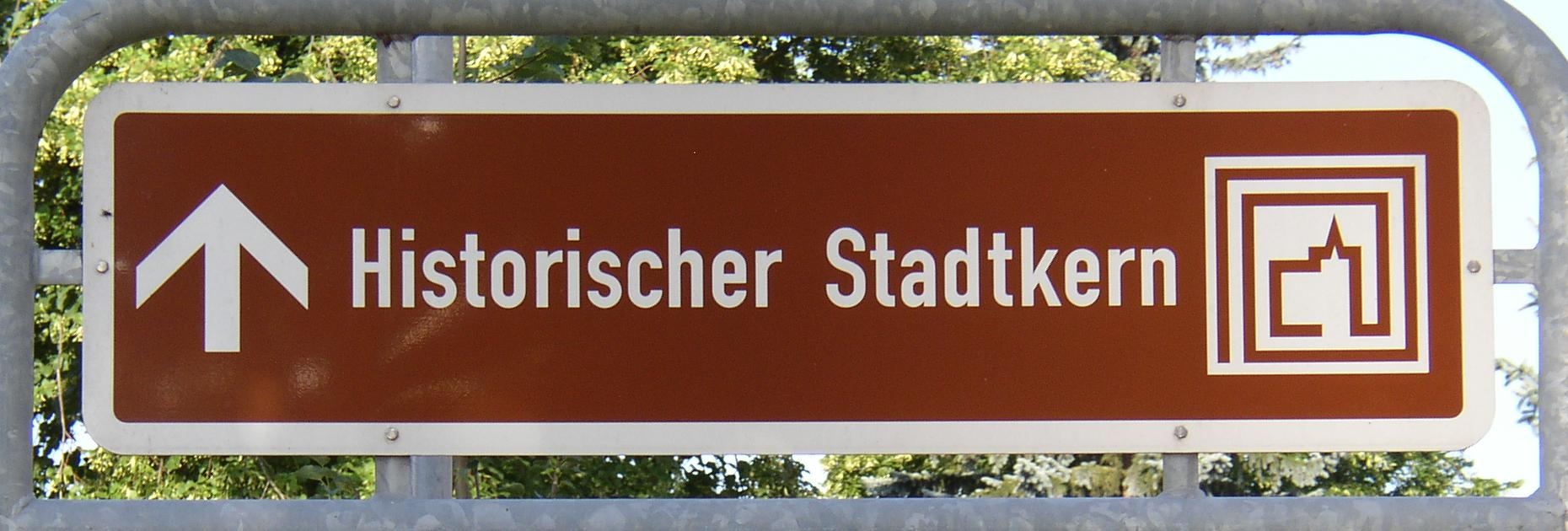
Hinweisschild auf historischen Stadtkern in Deutschland

Unter einem historischen Stadtkern (auch historischer Ortskern oder allgemeinsprachlich Altstadt) versteht man den entweder siedlungsgeschichtlich oder denkmalpflegerisch wertvollen Bestand eines Stadtkernes, der weitestgehend seine ursprüngliche Bausubstanz und sein Stadtbild durch die Jahrhunderte hindurch bewahren konnte, wie z. B. die Altstadt von Regensburg
Auch rekonstruierte Bauensembles wie die zum Welterbe gehörende Warschauer Altstadt, die Bebauung entlang der Brühlschen Terrasse und am Neumarkt in Dresden oder wiederaufgebaute Traditionsinseln wie die Marktplätze von Braunschweig, Frankfurt, Hildesheim und Potsdam, der Münsterplatz von Freiburg im Breisgau sowie umgebende erhaltene oder rekonstruierte Viertel werden als historische Stadtkerne bezeichnet.
Anhand der Eigenschaften von Stadtkernen lassen sich verschiedene Stadttypen nach Funktionen oder Bebauungsarten festlegen, etwa gotische Städte, Residenzstädte, Fachwerkstädte, Garnisonsstädte, Hansestädte oder Kurstädte.

## Merkmale

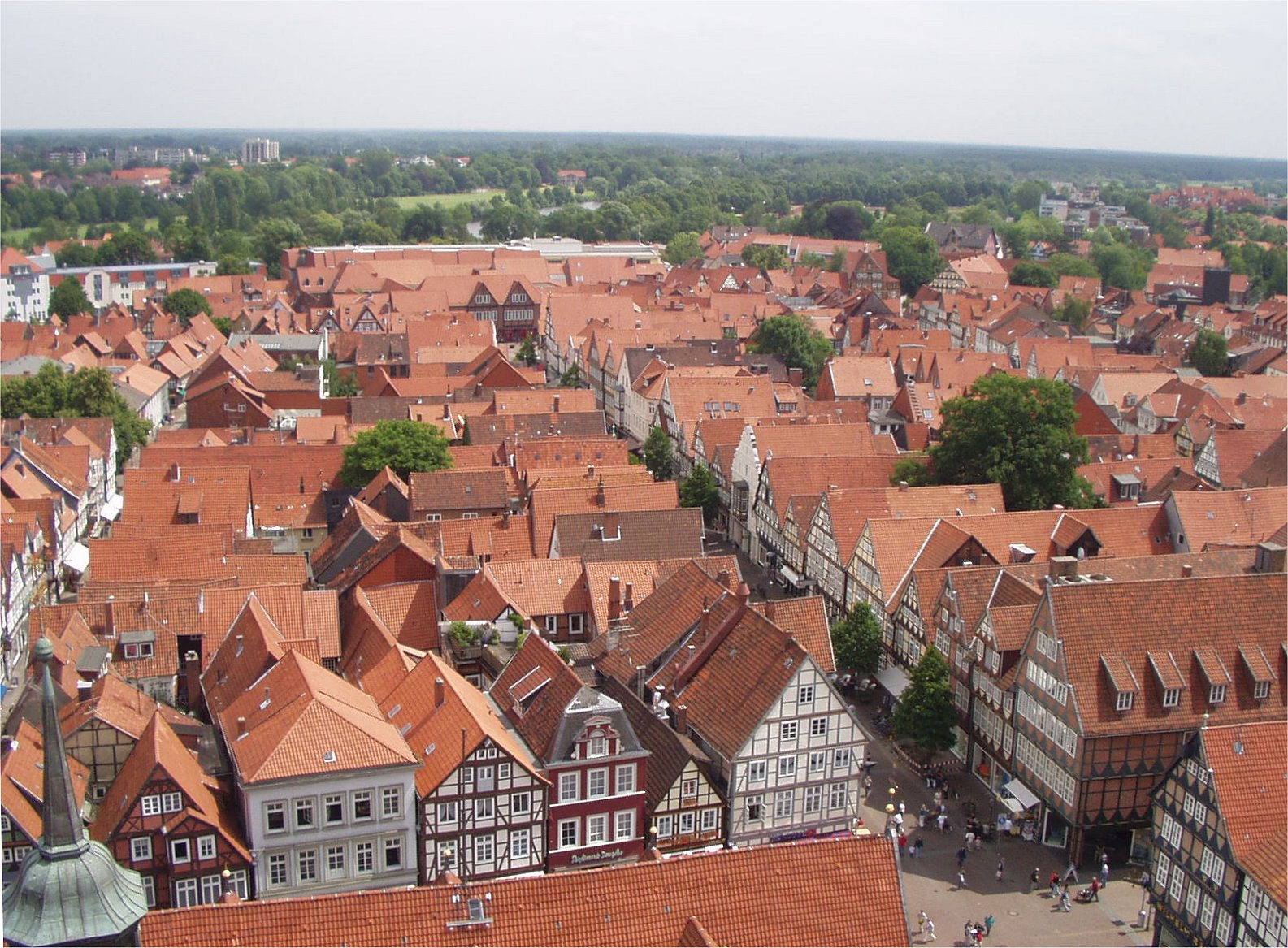
Altstadt von Celle

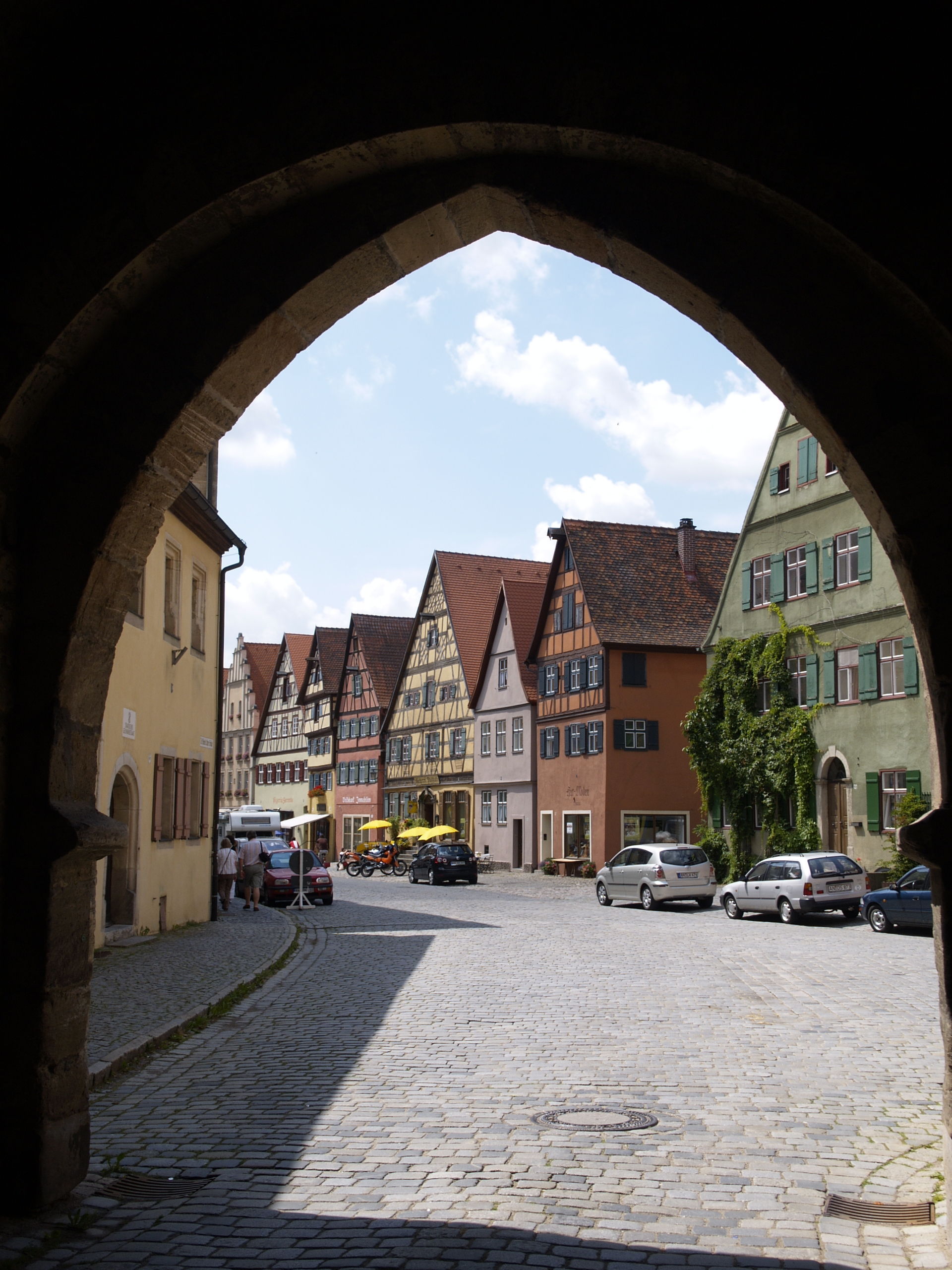
Altstadt von Dinkelsbühl

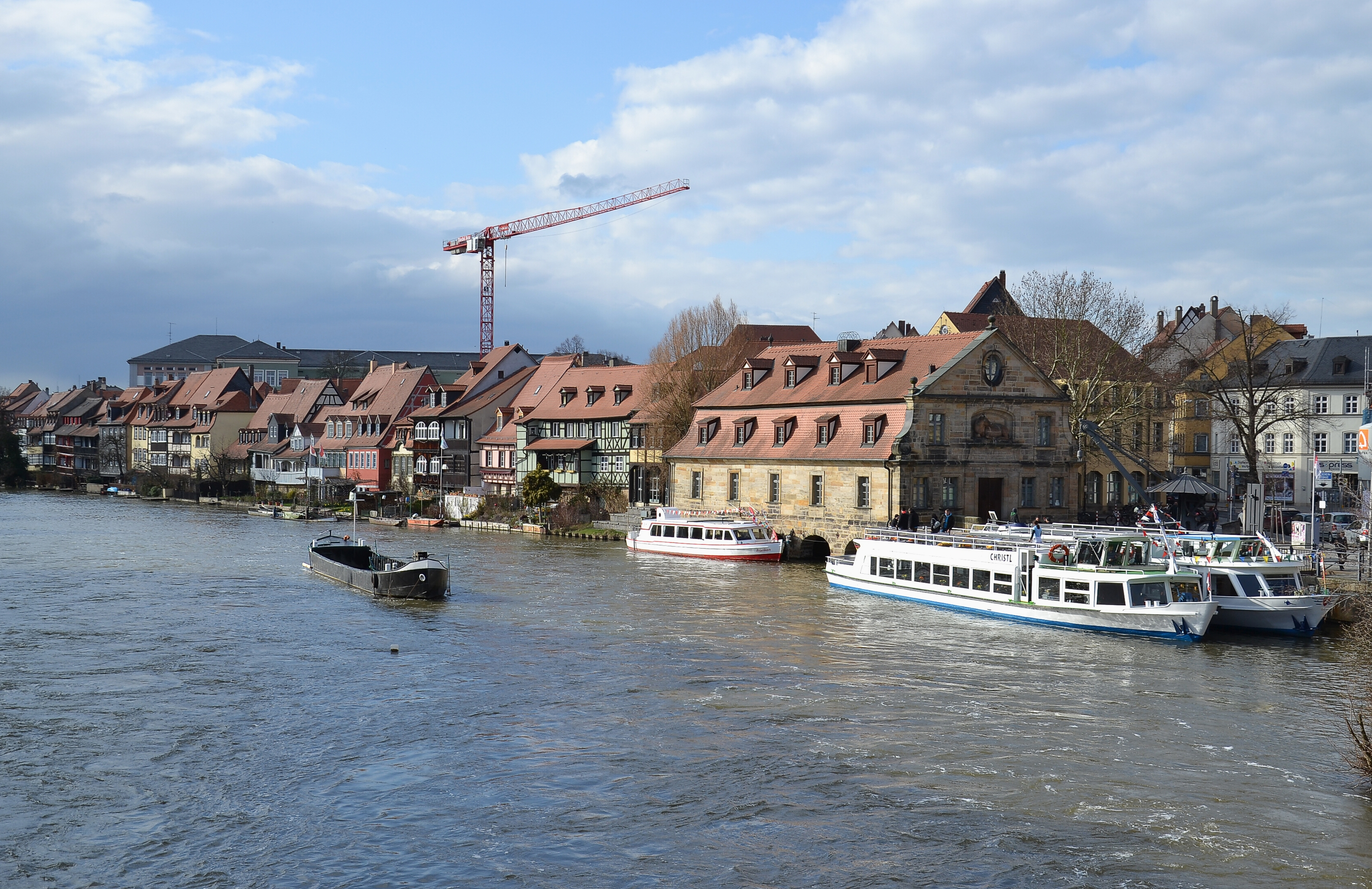
Klein-Venedig in Bamberg

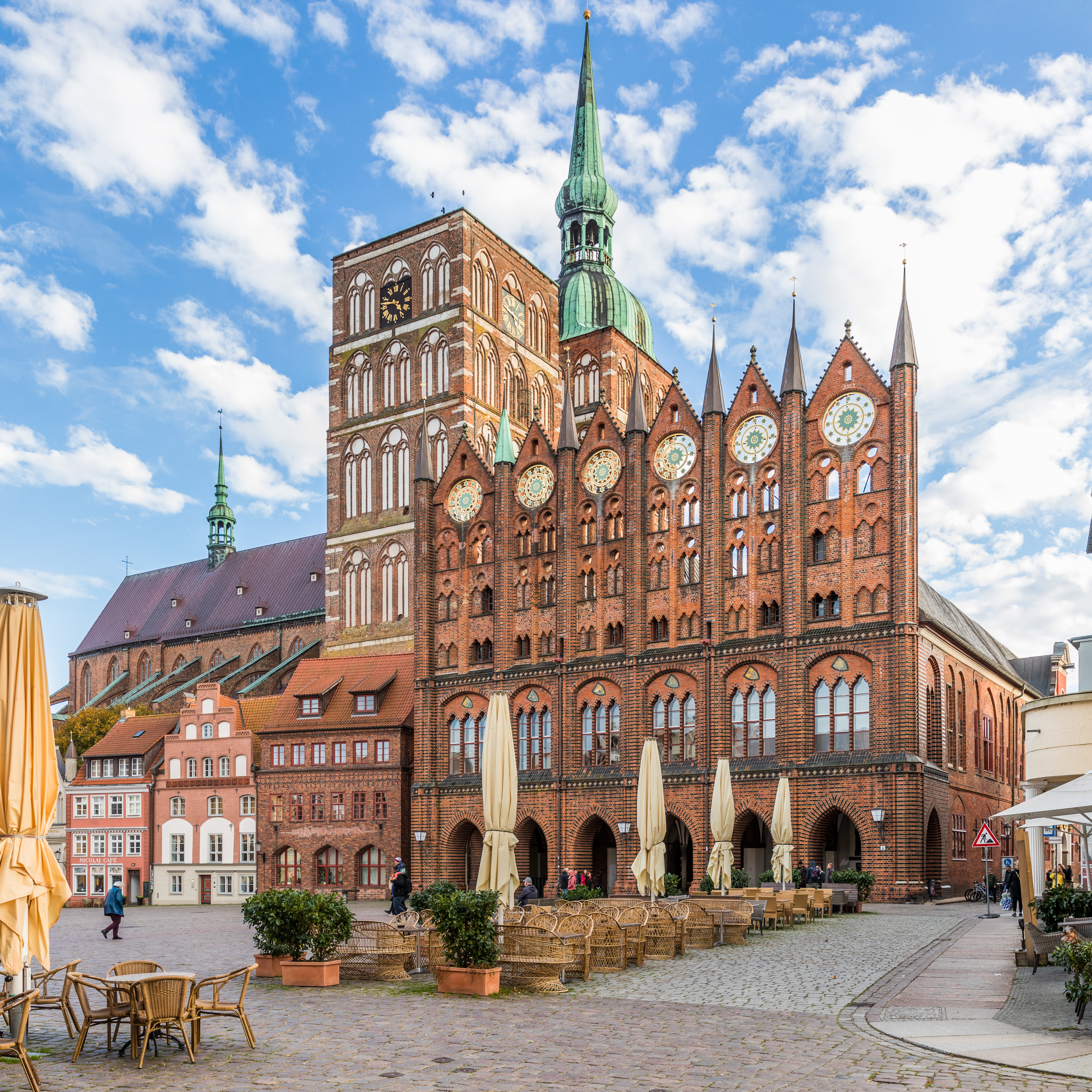
Stralsund: Alter Markt (Rathaus und Nikolaikirche)

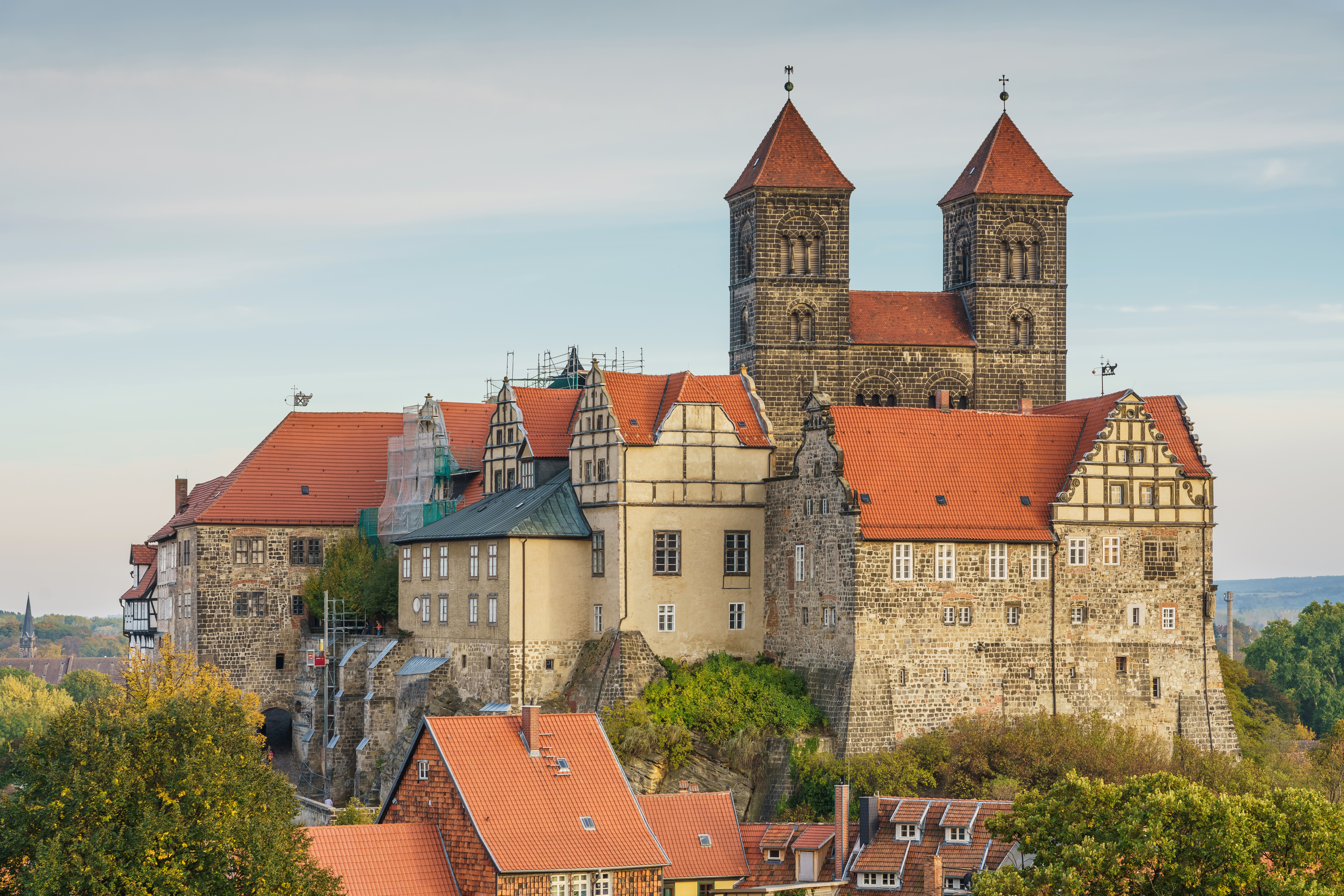
Schlossberg mit Stiftskirche St. Servatius in Quedlinburg

Allgemein werden die ältesten zusammenhängenden Teile einer Stadt als historischer Stadtkern bezeichnet, vor allem bei vor-modernistischen Städten (also vor dem 20. Jahrhundert erbaute Stadtkerne). Als historische Stadtkerne werden auch die ältesten Bestandteile von Stadtteilen bezeichnet, die später mit einer anderen Stadt zusammenwuchsen oder eingemeindet wurden, wie etwa Cölln gegenüber Alt-Berlin, Spandau im Westteil und Alt-Köpenick im Ostteil Berlins, der Essener Stadtteil Kettwig, Frankfurt-Höchst, die Prager Kleinseite oder der Budapester Stadtteil Buda.
Zu einem historischen Stadtkern gehören ebenfalls Vorortkerne aus nach-mittelalterlichen Epochen bis zur Gründerzeit. Dabei soll der historische Stadtgrundriss mit seinem charakteristischen Ortsbild (Straßen, Plätze, Parzellen, ablesbare Gebietsumgrenzung) noch erhalten und eine historische Bausubstanz, die teilweise oder ganz unter Denkmalschutz steht, vorhanden sein. Geprägt wird der historische Stadtkern durch seine öffentlichen Bauten, wie Kirchen, Burg, Schloss, Festung, Rathaus, Speicher, Patrizier-Hausburgen mit Geschlechtertürmen durch seine Stadtsilhouette, die öffentlichen Räume (Plätze, Straßenräume, Grün- und Wasserflächen) und seine Topografie in einer Kulturlandschaft. Die Erscheinung in ihrer Gesamtheit wird auch als Stadtbild bezeichnet.
Der historische Stadtkern ist der siedlungsgeschichtlich älteste Teil und zeichnet sich durch sehr dichte Bebauungsstrukturen, meistens durch verwinkelte Gassen und historische Bauten, wie Fachwerkhäuser, aus. Auf Karten ist der historische Stadtkern oft daran erkennbar, dass er von Straßen oder Orten umgeben ist, die auf die Existenz einer Stadtmauer oder Befestigungsanlagen hindeuten (Straßen mit Tor, Mauer oder Wall im Namen). Diese Merkmale entstanden aus den mittelalterlichen Städten, die von Befestigungen wie Wällen und Mauern umgeben waren. Der Rest der Stadt ist dann in der Regel um den eingefriedeten Stadtkern herumgewachsen.
Oft bildet er den von Touristen besuchten und von den Bewohnern gezeigten Bereich der Stadt. Fußgängerzonen, strenge Bauvorschriften und Schutzbestimmungen versuchen diesem Umstand Rechnung zu tragen. Aufgrund der Vorstellung, dass der historische Stadtkern auch die City der Stadt verkörpert, führt dies unweigerlich zu Zielkonflikten zwischen wirtschaftlichen Erfordernissen und denkmalpflegerischen Schutzbemühungen. Der gegenwärtige Trend, Shoppingzentren außerhalb des historischen Ortskernes an verkehrstechnisch günstigeren Standorten (Autobahnanschluss) zu errichten, entlastet den historischen Kern vom Wirtschaftsdruck, ergibt eine geringe Bevölkerungsdichte und schwächt die finanzielle Potenz.
Der Begriff Altstadt dient innerhalb historischer Stadtkerne zur Abgrenzung von Stadterweiterungen (die dann oft Neustadt heißen) zu einem zum Zeitpunkt der Erweiterung bereits vorhandenen Stadtgebiet. Auch als offizieller Name von Verwaltungseinheiten oder Stadtvierteln wird der Begriff verwendet. Beispiele dafür sind die Altstadt von Königsberg, von Salzburg, Frankfurt-Altstadt oder die Prager Altstadt.

## Historische Stadttypen
Zahlreiche Typen von städtebaulicher Entwicklung lassen sich in ihrer Eigenheit benennen und anhand erhaltener Kernsubstanz (Stadtmorphologie) heute noch in ihrer Anlage oder am Wachstum (Stadtbaugeschichte) erkennen.
AckerbürgerstädteAltentreptow, Wiedenbrück, Wolfsburg-Vorsfelde.
BergstädteAnnaberg-Buchholz, Clausthal-Zellerfeld, Freiberg.
BischofsstädteAachen, Halberstadt, Hildesheim, Köln, Minden, München, Münster, Naumburg (Saale), Osnabrück, Paderborn, Regensburg
FachwerkstädteAschaffenburg, Alsfeld, Barr, Boizenburg, Celle, Colmar, Dinkelsbühl, Goslar, Grabow (Elde), Hann. Münden, Heppenheim, Freudenberg in Westfalen, Mosbach, Neudenau, Obernai, Ribeauvillé, Röbel/Müritz Schiltach, Straßburg, Riquewihr, Rothenburg ob der Tauber, Schwäbisch Hall, Seligenstadt, Waiblingen, Wetzlar, Wolfenbüttel.
FestungsstädteBerlin-Spandau, Derbent (Russland), Dresden, Dömitz, Jülich, Koblenz, Saarlouis, ’s-Hertogenbosch, Valletta (Malta), Wolfenbüttel.
Freie und ReichsstädteAugsburg, Basel, Esslingen am Neckar, Frankfurt am Main, Köln, Lindau, Nürnberg, Regensburg, Rothenburg ob der Tauber, Ulm.
HansestädteBergen (Norwegen), Bremen, Danzig, Lübeck, Rostock, Stade, Stralsund, Reval, Wismar.
ResidenzstädteBamberg, Bückeburg, Dresden, Edinburgh, Eichstätt, Kaiserstadt Huế, Karlsruhe, Ludwigslust, Mannheim, München, Neustrelitz, Potsdam, Prag, Putbus, Rastatt, Sankt Petersburg, Schwerin, Stuttgart, Wiesbaden, Würzburg.
KarawanenstädteChinguetti, Ouadane, Oualata in Mauretanien, Tichitt.
KlosterstädteBad Doberan, Le Mont-Saint-Michel, Stari Ras.
KurstädteAachen, Baden-Baden, Bad Belzig, Bad Doberan, Bad Ems, Bad Mergentheim, Bad Münder, Bad Sülze, Bad Tölz, Karlsbad, Marienbad, Plau am See, Waren (Müritz).
MedinastädteEssaouira, Fès, Kairouan, Marrakesch, Meknès, Sousse, Tétouan und Tunis.
MetropolstädteBerlin, Hamburg, London, Paris, Rom, Wien.
PlanstädteEisenhüttenstadt, Erlangen, Karlsruhe als „Fächerstadt“, Mannheim als „Quadratestadt“, Neubrandenburg, Neuruppin, Neustrelitz, Putbus, Saarlouis, Bielefeld-Sennestadt, Wolfsburg.
Schloss- und BurgenstädteAleppo, Burgdorf, Carcassonne, Cochem, Eisenach, Güstrow, Merseburg, Nürnberg, Quedlinburg, Rheinsberg, Stadthagen, Weilburg.
SeebäderstädtePutbus, Sassnitz, Swinemünde, Lübeck-Travemünde, Rostock-Warnemünde.
Städte in InsellageBraunschweig, Lindau, Lübeck, Malchow, Stralsund, Venedig, Werder (Havel).
TrabantenstädteBerlin-Gropiusstadt, Bremen-Vahr, Frankfurt-Nordweststadt, Hamburg-Steilshoop, Leipzig-Grünau, Köln-Chorweiler, Nürnberg-Langwasser, Wolfsburg-Detmerode.
UniversitätsstädteAachen, Eichstätt, Freiburg im Breisgau, Göttingen, Greifswald, Heidelberg, Jena, Marburg, Rostock, Tübingen.
WeinhandelsstädteBernkastel-Kues.

## Städte mit historischem Stadtkern

### Deutschland

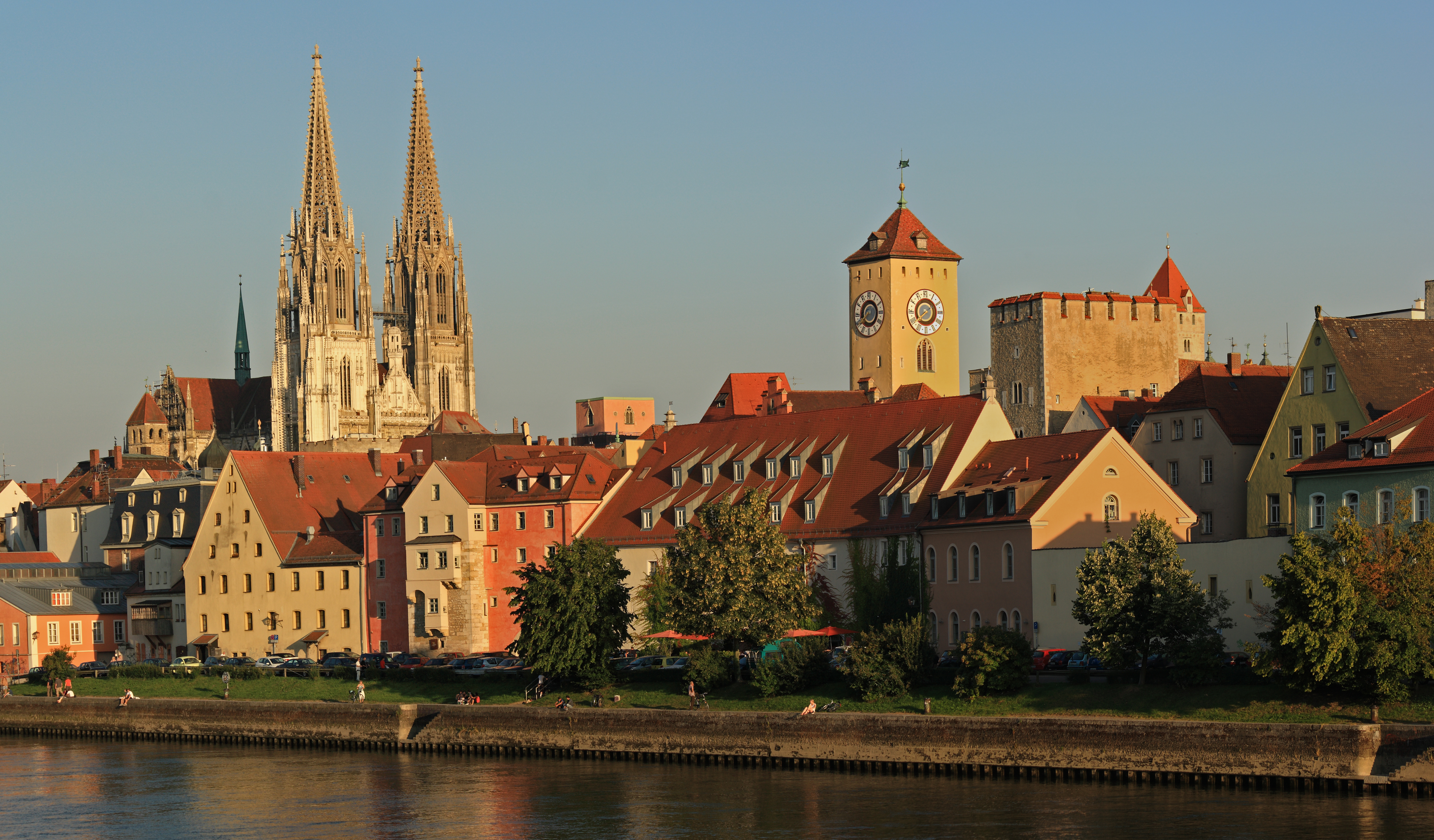
Regensburger Dom und Altes Rathaus

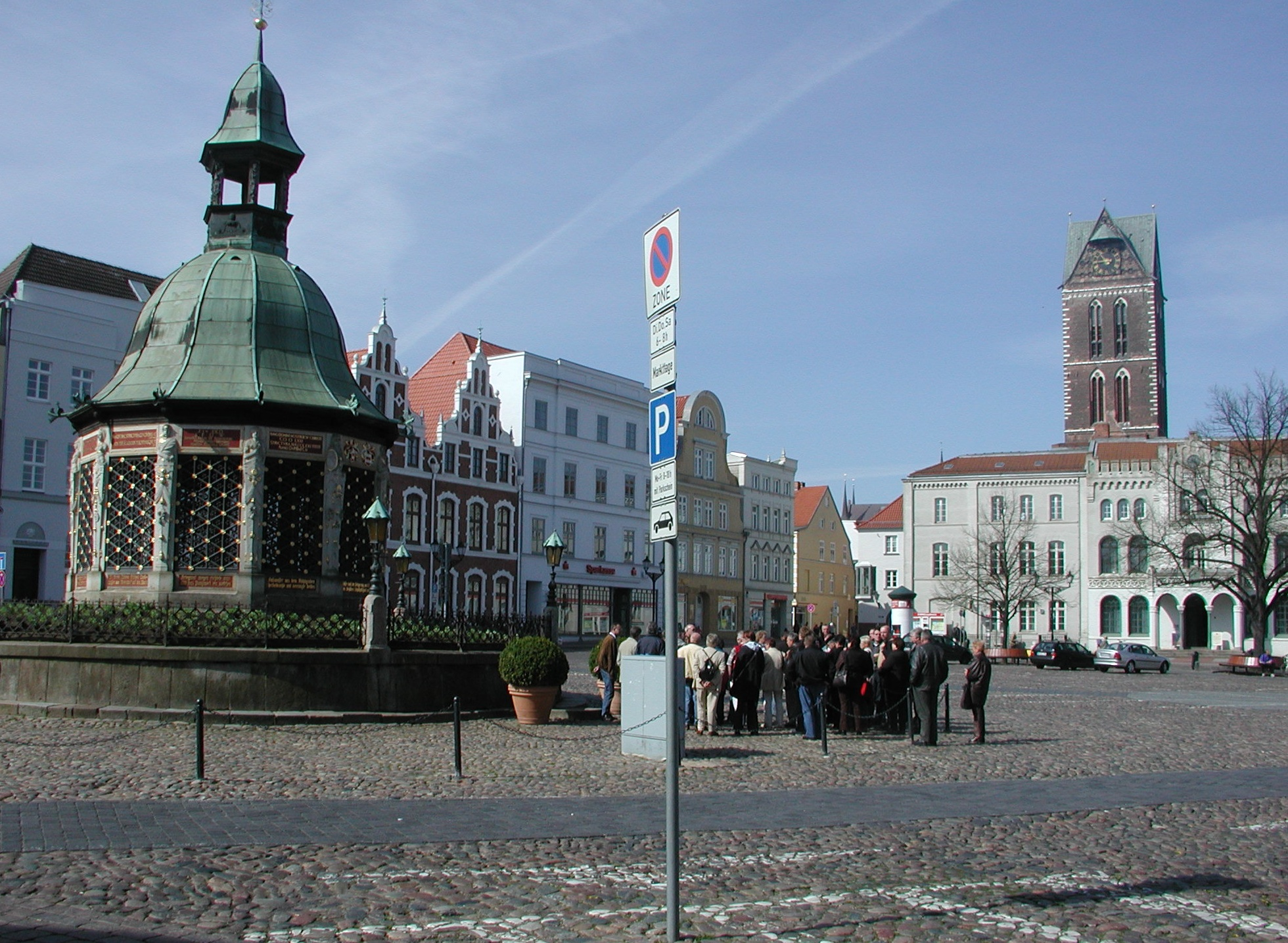
Wasserkunst auf dem Marktplatz in Wismar

2007 haben Deutschlands Denkmalpfleger 843 historische Stadtkerne mit besonderer Denkmalbedeutung aufgelistet. In Deutschland sind sieben historische Stadtkerne als Welterbe von der UNESCO anerkannt, dazu gehören Regensburg, Bamberg, Goslar, Quedlinburg, Lübeck, Stralsund und Wismar. Zusätzlich wurden in historischen Stadtkernen einzelne Gebäude oder Quartiere als Welterbe der UNESCO anerkannt: Berliner Museumsinsel, Luthergedenkstätten in Wittenberg und Eisleben, Römerbauten und Kirchen in Trier.
In Deutschland werden Gemeinden mit einem historischen Stadtkern durch das Programm Städtebaulicher Denkmalschutz im Rahmen der Städtebauförderung unterstützt. In Brandenburg gibt es die Arbeitsgemeinschaft „Städte mit historischen Stadtkernen“. Am 9. Juni 2010 teilte der Bundesminister Peter Ramsauer den Mitgliedern des Bundestagsausschusses für Verkehr, Bau- und Stadtentwicklung mit, dass die Bundesmittel für die Städtebauförderung in den Folgehaushalten um 50 % gekürzt werden sollen – der städtebauliche Denkmalschutz wäre davon im Umfang von 50 Millionen Euro pro Jahr betroffen. Diese Mittel werden üblicherweise von Ländern, Kommunen und fördernden Institutionen projektergänzend auf die doppelte bis dreifache Summe erhöht – sie entfielen dann ebenfalls. So warnte Gottfried Kiesow als damaliger Vorsitzender der Deutschen Stiftung Denkmalschutz in einer Presseerklärung vor einem Kahlschlag. „Die von Bundesminister Ramsauer angekündigte Halbierung der Programmmittel in der Städtebauförderung ist ein Fehler. Die Kürzung gefährdet den Erhalt unseres kulturellen Erbes“.

### Ehemals dem Deutschen Reich zugehörige Gebiete

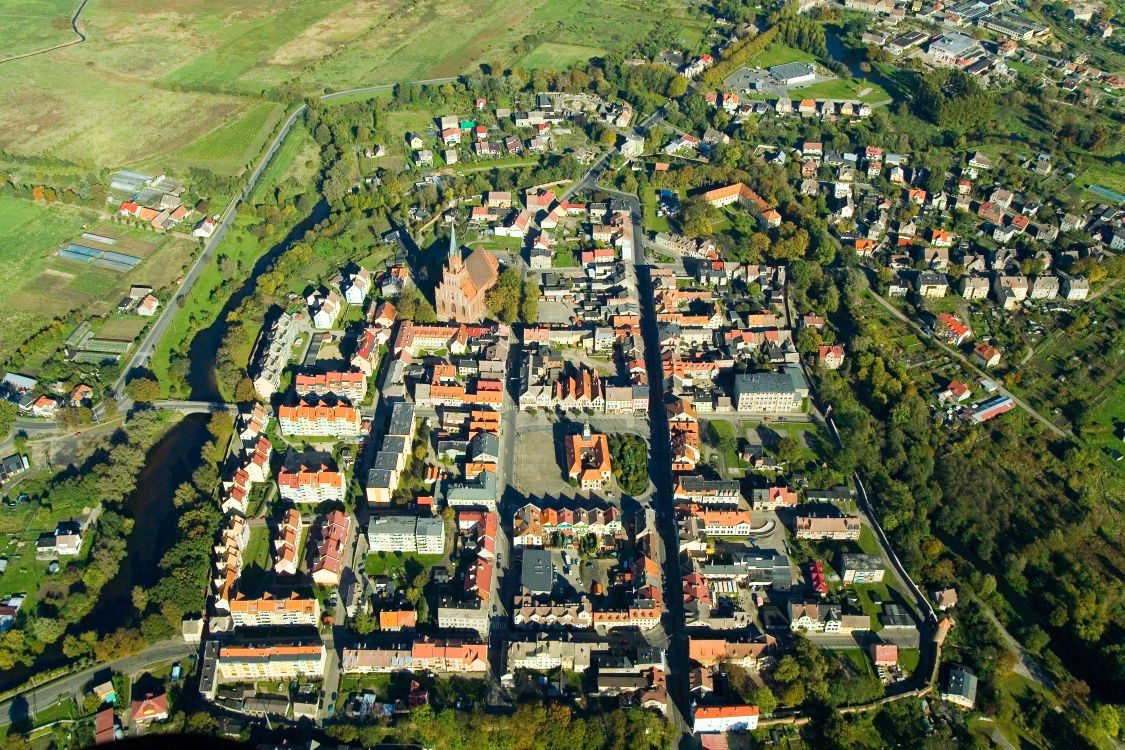
Die Altstadt von Treptow an der Rega – heute Trzebiatów in Polen

Viele Städte in den Ostgebieten des Deutschen Reiches wurden im Zweiten Weltkrieg durch Bombardierungen oder infolge von Belagerungen zerstört, z. B. Königsberg, Danzig (umfangreich wiederaufgebaut), Breslau, Gleiwitz und Stettin. Historische Stadtkerne haben auch weitere ehemals in deutschsprachigen Gebieten des Heiligen Römischen Reiches liegende Städte wie Krumau (Český Krumlov, Tschechien) oder Straßburg (Frankreich). Einige Stadtkerne blieben jedoch erhalten und wurden restauriert. So wurde 1997 die mittelalterliche Altstadt von Thorn (Toruń in Polen) zum UNESCO-Weltkulturerbe erklärt.

### Österreich

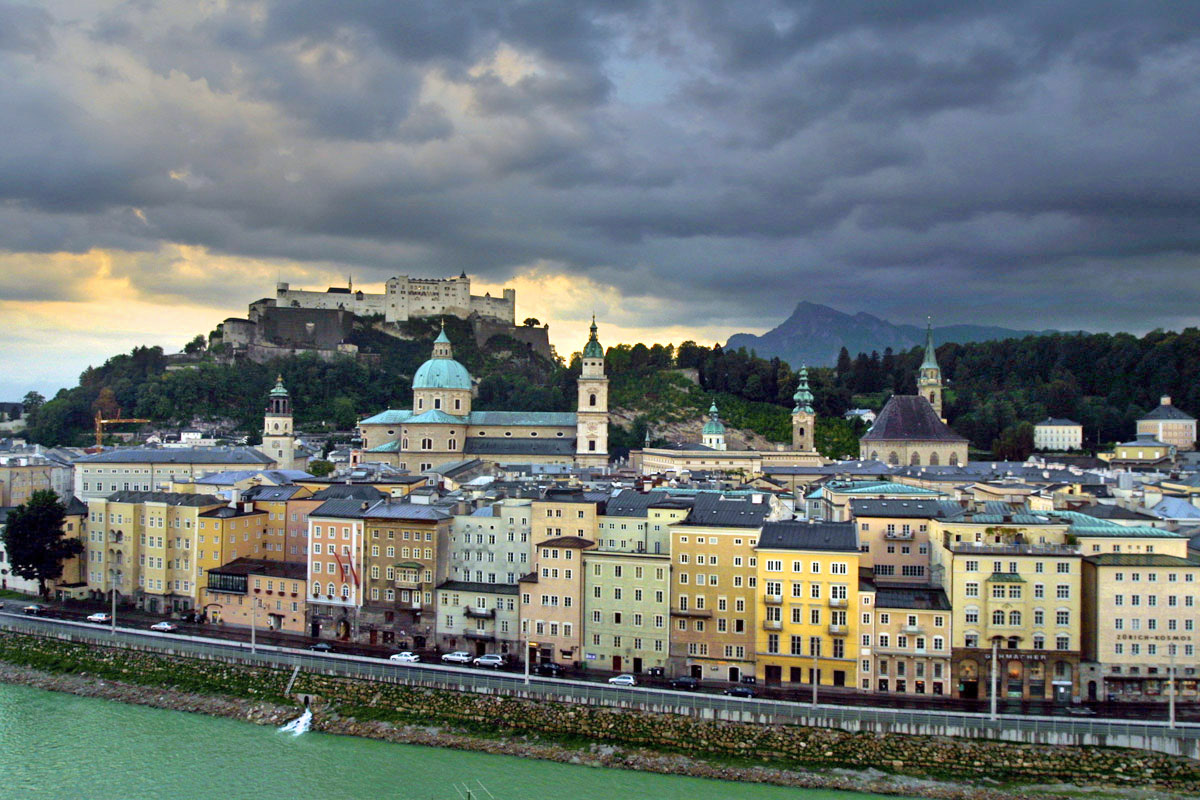
Salzburger Altstadt

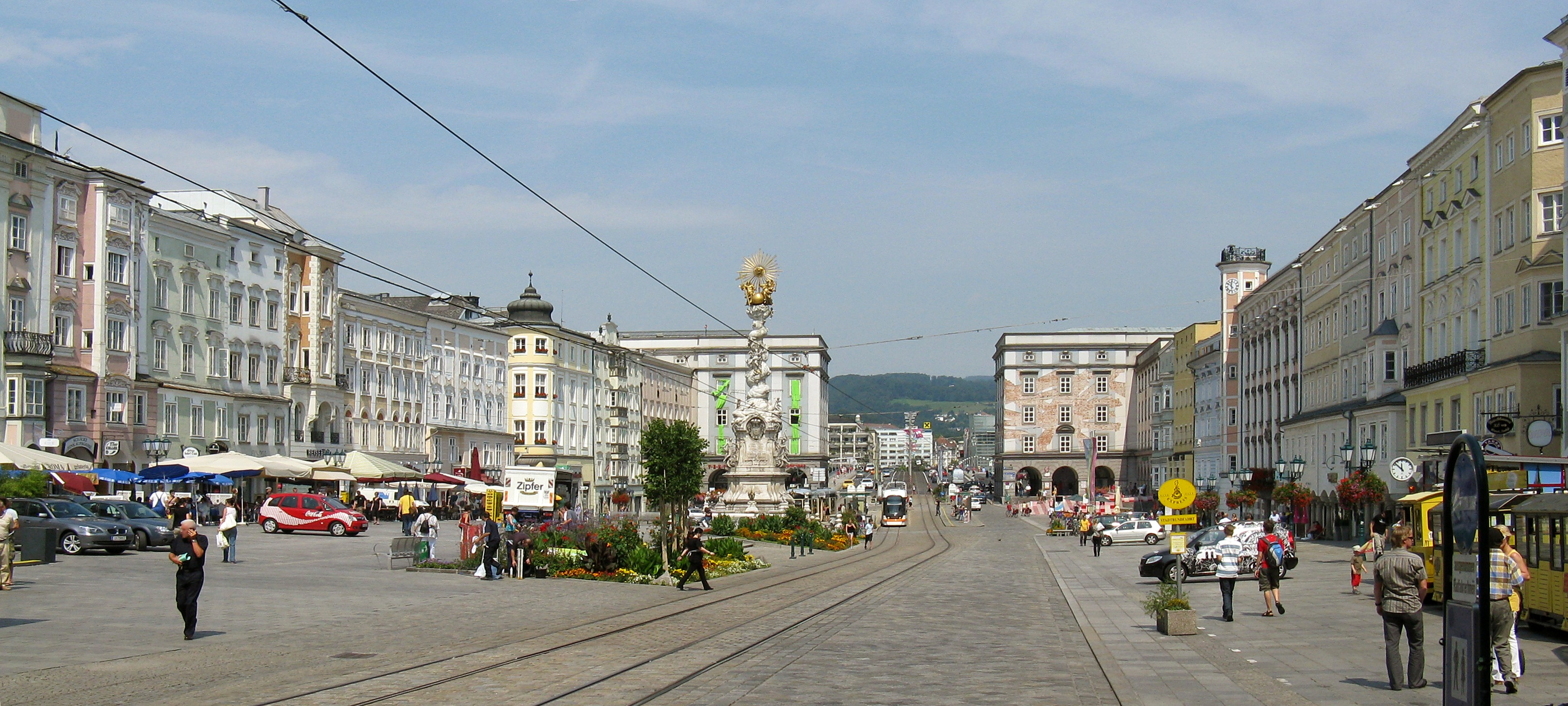
Linzer Hauptplatz – linker Hand beginnt das Altstadtviertel

Besonders erwähnenswert sind zum einen die Städte, deren Stadtkerne zum UNESCO-Welterbe zählen: Graz (Residenzstadtkern), Salzburg (Residenzstadtkern) und Wien (Innenstadt und Ringstraße). Zum anderen bieten auch die meisten weiteren Landeshauptstädte (z. B. Linz oder Innsbruck) einen hervorragend erhaltenen historischen Stadtkern.
Kleinere Städte mit historischen Stadtkernen haben sich zu den Kleinen historischen Städten zusammengeschlossen. Derzeit gehören dieser Vereinigung die folgenden Städte an:
Baden, Bad Ischl, Bad Radkersburg, Enns, Feldkirch, Freistadt, Gmünd in Kärnten, Hall in Tirol, Imst, Judenburg, Kufstein, Lienz, Mödling, Radstadt, Rust, Schärding, Spittal, Steyr, Weiz, Wels, Zell am See

### Schweiz

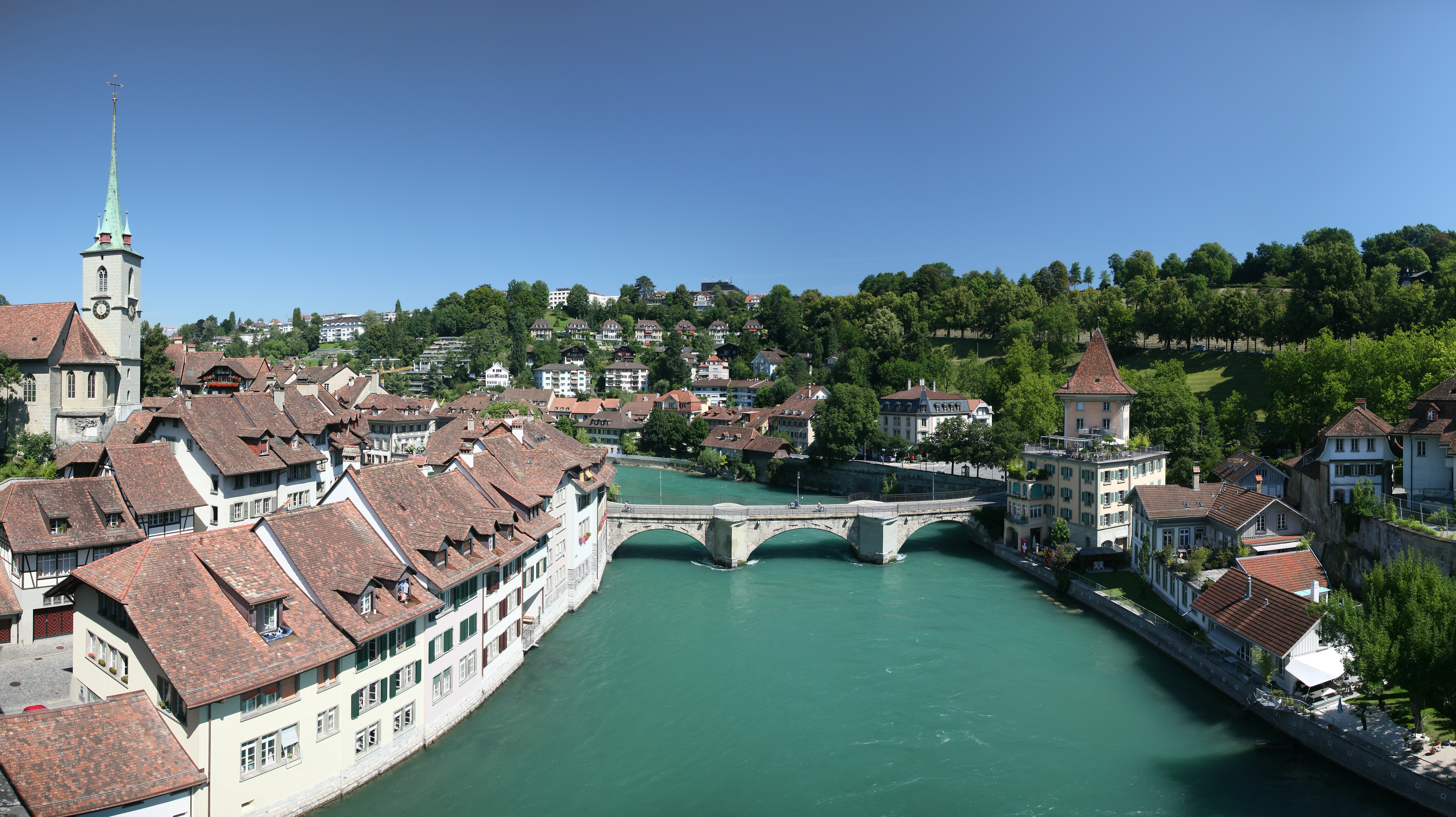
Bern und die Aare

Alle historischen Stadtkerne von Orten sind im Inventar der schützenswerten Ortsbilder der Schweiz (ISOS) verzeichnet und nach Ortsbildern von lokaler, regionaler und nationaler Bedeutung sortiert.
Die Berner Altstadt und Bellinzona zählen zum UNESCO-Welterbe. Weitere Städte und Hauptorte mit einem historischen Stadtzentrum: Aarau, Baden, Basel (Altstadt Grossbasel und Altstadt Kleinbasel), Biel/Bienne, Chur, Delsberg, Freiburg, Genf, Glarus, Lausanne, La Chaux-de-Fonds, Liestal, Locarno, Luzern, Neuenburg, Rapperswil, Sarnen, Schaffhausen, Schwyz, Sitten, Solothurn, St. Gallen, Stans, Thun, Winterthur, Zug und Zürich.

### Luxemburg
Besonders erwähnenswert ist Luxemburg (Stadt), deren Kern zum UNESCO-Welterbe zählt: (Luxemburger Altstadt). Auch kleinere Städte oder Dörfer mit historischen Stadtkernen zählen dazu, wie Echternach, Vianden, Burglinster, Esch-Sauer, Ehnen.

### Weitere Länder
- Baku, siehe İçəri Şəhər
- Havanna, siehe La Habana Vieja

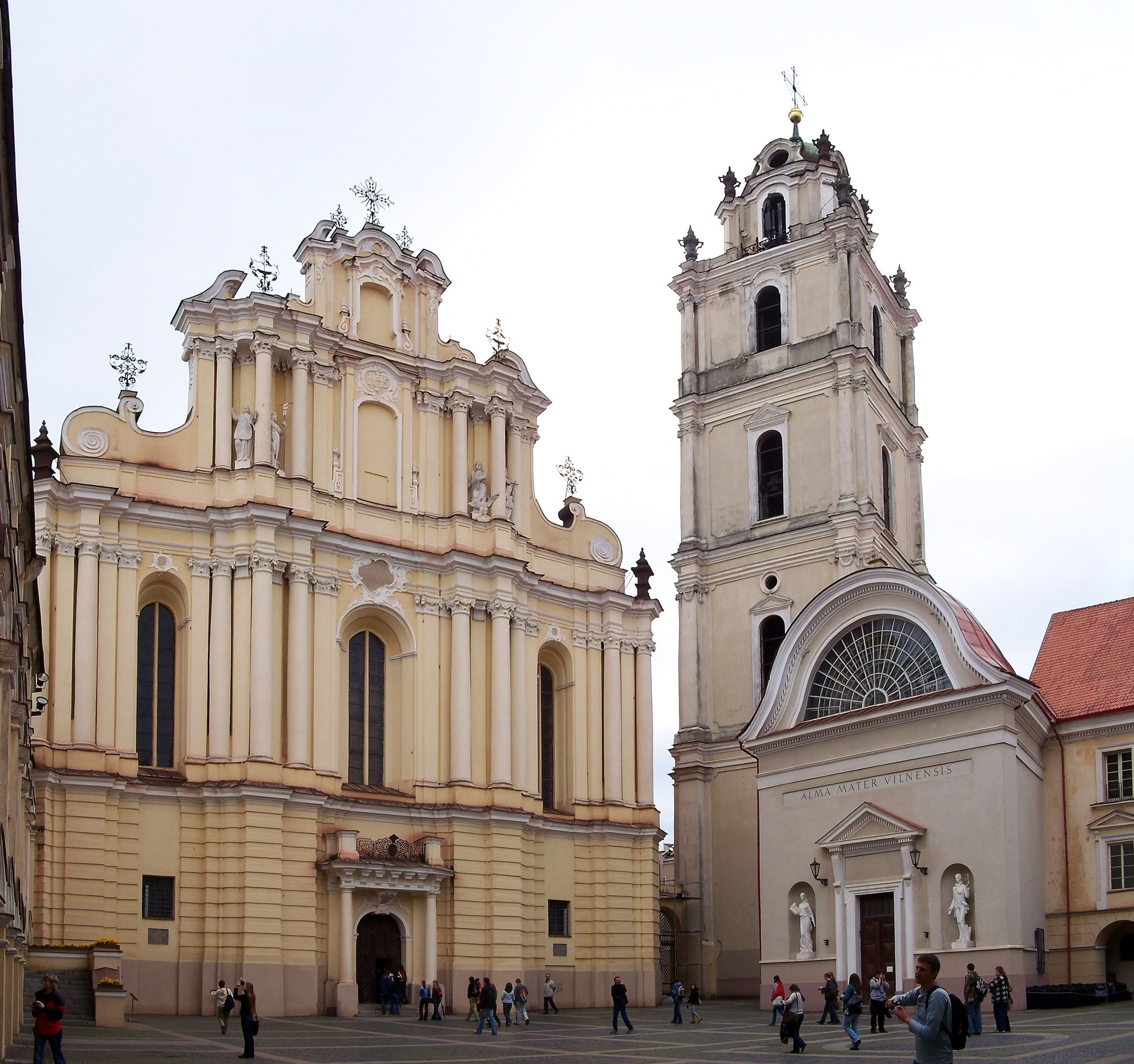
Altstadt Vilnius

- Jerusalem, siehe Jerusalemer Altstadt
- Kaschau, siehe Staré Mesto (Košice)
- Ljubljana, siehe Altstadt von Ljubljana
- Prag, siehe Prager Altstadt
- Preßburg, siehe Staré Mesto (Bratislava)
- Stockholm, siehe Gamla stan
- Tiflis, siehe Altstadt (Tiflis)
- Vilnius, siehe Altstadt Vilnius
- Warschau, siehe Warschauer Altstadt